# Music clips ALIVE
『music clips ALIVE』（ミュージック・クリップス・アライヴ）は、日本のバンド・Mr.Childrenの2作目の映像作品。1997年4月25日にVHS、同年5月23日にLDがトイズファクトリーより発売された。

## 概要
1997年3月28日をもって活動休止に入り、本作も休止中にリリースされた。
既にテレビで放送されていたシングル曲2曲のMVに加え、アルバム『BOLERO』収録の4曲のMVも収録されている。後者はスペースシャワーTVやMUSIC ON! TV等の番組でも放送されず、この作品のみでしか視聴出来なかった。
ジャケットは表面に鈴木英哉と桜井和寿、裏面に中川敬輔と田原健一がそれぞれ横に並んでいる。アートディレクターは信藤三雄。
2024年現在はVHS版、LD版共に廃盤となっており、アルバム曲のミュージック・ビデオは視聴が困難となっていたが、2020年4月15日Mr.Children公式YouTubeチャンネルで公開された。

## 収録曲
1. タイムマシーンに乗って
2. Everything (It's you)
3. 花 -Mémento-Mori-
4. Brandnew my lover
5. ボレロ
6. ALIVE